# سميح عبد الفتاح اسكندر
سميح عبدالفتاح اسكندر عمل مفوض دولي لجمعية الكشاف والمرشدات الأردنية، كما كان رئيسا للجنة الكشفية العربية.
في عام 1995م، منح وسام الذئب البرونزي، وهي التميز الوحيد للمنظمة العالمية للحركة الكشفية، باهداء من اللجنة الكشفية العالمية للخدمات المتفوقة للكشافة العالمية.